# Oriola (Portugal)
Oriola és una freguesia de Portugal que pertany al municipi de Portel, del districte d'Évora, a la regió de l'Alentejo. El nucli és menut, de 36,21 km² i 495 habitants (2001). El nom deriva de la llengua àrab Uryūlâ (أريولة) o Ūryūlâ (أوريولة).